# Søster og bror

Die Skulptur „Søster og bror“ wurde Ålesund 1961 von der Sparebank geschenkt

Søster og bror (deutsch Schwester und Bruder) ist eine Skulptur in der norwegischen Stadt Ålesund.
Sie steht auf der Westseite des St. Olavs plass im Ortszentrum von Ålesund auf der Insel Nørvøy. 
Die Bronzeskulptur stellt ein Geschwisterpaar dar, wobei eine größere Schwester achtgebend hinter ihrem deutlich kleineren Bruder steht. Die Schwester hält dabei einen Strauß Blumen in der rechten Hand. Ihre linke Hand berührt leicht den linken Arm des kleinen Jungen. Hinter dem Bruder steht ein kleines Spielzeugpferd. Platziert wurde die Skulptur auf einem steinernen Sockel, der auf seiner Frontseite die norwegische Inschrift SØSTER OG BROR trägt.
Geschaffen wurde die Skulptur von Odd Hilt. Sie ist ein Geschenk der Ålesund Sparebank aus dem Jahr 1961 an die Stadt Ålesund.